# Memphisz és a memphiszi nekropolisz
Memphisz és a memphiszi nekropolisz – piramismezők Gízától Dahsúrig Egyiptom egyik, világörökségi védelem alatt álló kulturális helyszíne, amely a nevében is szereplő memphiszi nekropoliszon túl több, jól elhatárolható területet is magában foglal. A világörökségi helyszínek sorába 1979-ben nyert felvételt, „86” azonosítószám alatt. Ehhez a helyszínhez az egyiptomi óbirodalom olyan, széles körben ismert emlékei tartoznak, amelyek az ország leglátogatottabb helyszínévé teszik. Két fő területe a memphiszi nekropolisz, és a piramismezők, amelyek egy nagyjából 20 km hosszú, közel összefüggő területen húzódnak. A legfontosabb részei a következők, a Nílus folyásiránya szerint:
- Dahsúri piramisok
- Az ókori Memphisz nekropolisza
- Szakkara északi és déli nekropoliszai
- Abusziri piramisok
- Gízai piramisok és a gízai nekropolisz

## Főbb nevezetességei

### Dahsúr
- Vörös piramis
- Tört piramis
- Fekete piramis
- II. Amenemhat-piramis
- III. Szenuszert-piramis

### Memphisz
- Szabadtéri Múzeum az ókori Memphisz területén feltárt emlékekkel
  - Fekvő Ramszesz szobor: II. Ramszesz kolosszusa

### Szakkara

#### Déli piramismező
- Befejezetlen piramis
- Sepszeszkaf masztabája
- VI. dinasztia-kori piramisok, köztük
  - II. Pepi piramisa

#### Északi piramismező
- Unisz-piramis
- Dzsószer-piramis
- Teti-piramis
- Az V. és VI. dinasztia masztabái, köztük
  - Tji masztaba
  - Kagemni masztabája
  - Mereruka masztabája
  - Anhmahor masztabája
  - Ptahhotep masztabája
- Szerapeum

### Abuszir és Abu Guráb piramismezői
- Az V. dinasztia piramisai, köztük
  - Noferefré-piramis
  - Neferirkaré-piramis
  - Niuszerré-piramis
  - Szahuré-piramis
- Abu Guráb-i naptemplomok, köztük
  - Niuszerré naptemploma („Reegah-piramis”)

### Gízai nekropolisz
- Gízai piramisok, köztük
  - Hufu-piramis
  - Hafré-piramis
  - Menkauré-piramis
  - Nagy Szfinx
- IV. dinasztia masztabái
  - Hentkauesz-masztaba

## Külső hivatkozások
- A helyszín adatlapja az UNESCO világörökség listáján